# Tyranneau terne
Inezia inornata
Espèce
Statut de conservation UICN

 LC  : Préoccupation mineure
Le Tyranneau terne (Inezia inornata), aussi appelé Tyranneau de Salvadori, est une espèce de passereau de la famille des Tyrannidae,.

## Distribution
Cet oiseau vit dans une zone allant du sud-est du Pérou au nord-ouest de l'Argentine, au Paraguay et au sud-ouest du Brésil,,.